# 97 Геркулеса
97 Геркулеса (лат. 97 Herculis, HD 164900) — двойная звезда в созвездии Геркулеса на расстоянии приблизительно 942 световых лет (около 289 парсек) от Солнца. Видимая звёздная величина звезды — +6,204m. Возраст звезды определён как около 10,7 млн лет.

## Характеристики
Первый компонент — бело-голубая звезда спектрального класса B3Vn, или B3V, или B4IV, или B5V, или B8. Масса — около 5,75 солнечных, радиус — около 4,17 солнечных, светимость — около 1297,179 солнечных. Эффективная температура — около 16954 K.
Второй компонент — красный карлик спектрального класса M. Масса — около 223,67 юпитерианских (0,1102 солнечной). Удалён в среднем на 2,593 а.е..